# Friesea quadriocellata
Friesea quadriocellata is een springstaartensoort uit de familie van de Neanuridae. De wetenschappelijke naam van de soort is voor het eerst geldig gepubliceerd in 1980 door Izarra.